# Meier Eidelheit
Meier „Maks“ Eidelheit (* 16. Juli 1910 in Janów; † März 1943) war ein polnischer Mathematiker.

## Leben
Meier Eidelheit absolvierte 1929 das Gymnasium und studierte anschließend an der naturwissenschaftlichen Fakultät in Lemberg Mathematik, was er 1933 mit einer Arbeit über die Theorie der Summation abschloss. 1938 wurde er mit der Dissertation über die Auflösbarkeit eines linearen Gleichungssystems mit unendlich vielen Unbekannten an der Jan-Kazimierz-Universität Lemberg unter Stefan Banach promoviert.
In den Jahren 1933 bis 1939 hielt er Privatvorlesungen, ab dem 31. Januar 1939 hatte er eine Assistenzprofessur für Analysis inne, seit dem 21. März 1941 war er Anwärter auf den wissenschaftlichen Rang eines Professors.
Sein Hauptarbeitsgebiet war die Funktionalanalysis. Auf Grund seiner 1936 erschienenen Arbeit Zur Theorie der konvexen Mengen in linearen normierten Räumen werden geometrische Versionen des Trennungssatzes  auch als Trennungssatz von Eidelheit bezeichnet.
Ein Satz über die Lösbarkeit gewisser unendlicher Gleichungssysteme in Fréchet-Räumen trägt ebenfalls seinen Namen.
Meier Eidelheit wurde im März 1943 Opfer des Holocausts. Dem posthum im Band 10 der Studia Mathematica veröffentlichten Artikel von Meier Eidelheit Quelques remarques sur les fonctionelles linéaires sind folgende Zeilen vorangestellt: „L’auteur de ce travail a été assassiné par les Allemands en mars de 1943. Le manuscrit qu’il fut parvenir à la Rédaction en 1941 a été retrouvé récemment entre les papiers laissés par S. Banach.“ (deutsch: Der Verfasser dieser Arbeit wurde im März 1943 von den Deutschen ermordet. Das Manuskript, das 1941 die Redaktion erreichte, wurde kürzlich unter den von S. Banach hinterlassenen Schriften wiedergefunden.)